# I Am the Dance Commander + I Command You to Dance: The Remix Album
I Am the Dance Commander + I Command You to Dance: The Remix Album – pierwszy album z remiksami piosenkarki Ke$hy wydany 18 marca 2011. Płyta zawiera dziewięć remiksów utworów z albumu Animal i Cannibal oraz jeden nowy utwór "Fuck Him He's a DJ". W Stanach Zjednoczonych album w pierwszym tygodniu rozszedł się w nakładzie ponad 14 000 egzemplarzy i zajął 36 pozycję w notowaniu Billboard 200.

## Track lista
| #   | Tytuł                                                           | Kompozytorzy                                                                        | Remikser         | Czas |
| --- | --------------------------------------------------------------- | ----------------------------------------------------------------------------------- | ---------------- | ---- |
| 1.  | "Blow" (Cirkut Remix)                                           | Kesha Sebert, Lukasz Gottwald, Benjamin Levin, Klas Åhlund, Max Martin, Allan Grigg | Dream Machine    | 4:08 |
| 2.  | "The Sleazy Remix" (featuring André 3000)                       | K. Sebert, Gottwald, Levin, Shondrae Crawford, Åhlund, André Benjamin               | Traxstarz        | 3:48 |
| 3.  | "Tik Tok" (Untold Remix)                                        | K. Sebert, Gottwald, Levin                                                          | Untold           | 5:00 |
| 4.  | "Fuck Him He's a DJ"                                            | K. Sebert, Tom Neville, Olivia Nervo, Miriam Nervo                                  | Tom Neville      | 3:44 |
| 5.  | "Animal" (Switch Remix)                                         | K. Sebert, Gottwald, Greg Kurstin, Pebe Sebert                                      | Switch, Sticky K | 3:00 |
| 6.  | "Your Love Is My Drug" (Dave Audé Club Remix)                   | K. Sebert, P. Sebert, Joshua Coleman                                                | Dave Audé        | 7:28 |
| 7.  | "We R Who We R" (Fred Falke Club Remix)                         | K. Sebert, Gottwald, Levin, Coleman, Jacob Kasher Hindlin                           | Fred Falke       | 6:59 |
| 8.  | "Take It Off" (Billboard Remix)                                 | K. Sebert, Gottwald, Claude Kelly                                                   | Billboard        | 3:38 |
| 9.  | "Tik Tok" (Chuck Buckett's Veruca Salt Remix)                   | K. Sebert, Gottwald, Levin                                                          | Chuck Buckett    | 4:48 |
| 10. | "Blah Blah Blah" (featuring 3OH!3) (DJ Skeet Skeet Radio Remix) | K. Sebert, Levin, Neon Hitch, Sean Foreman                                          | DJ Skeet Skeet   | 4:07 |

## Notowania
| Lista(2011)                | Najwyższa pozycja |
| -------------------------- | ----------------- |
| Australian Albums Chart    | 46                |
| Canadian Albums Chart      | 37                |
| South Korean Albums Chart  | 84                |
| US Billboard 200           | 36                |
| US Dance/Electronic Albums | 1                 |

## Historia wydania
| Kraj              | Data wydania  | Format               | Wytwórnia  |
| ----------------- | ------------- | -------------------- | ---------- |
| Australia         | 18 marca 2011 | Digital download     | Sony Music |
| Niemcy            | 18 marca 2011 | Digital download     | Sony Music |
| Irlandia          | 18 marca 2011 | Digital download     | Sony Music |
| Szwecja           | 18 marca 2011 | CD, digital download | Sony Music |
| Nowa Zelandia     | 21 marca 2011 | Digital download     | Sony Music |
| Kanada            | 22 marca 2011 | CD, digital download | Sony Music |
| Stany Zjednoczone | 22 marca 2011 | CD, digital download | RCA        |
| Korea Południowa  | 23 marca 2011 | CD, digital download | Sony Music |